# Hidalgo (Illinois)
Hidalgo – wieś w Stanach Zjednoczonych, w stanie Illinois, w hrabstwie Jasper.